# Senat Böhrnsen III
Der Senat Böhrnsen III ist am 30. Juni 2011 zum neuen Senat der Freien Hansestadt Bremen (Bremer Landesregierung) gewählt worden. Am 13. Dezember 2012 wurden drei neue Mitglieder gewählt, nachdem Renate Jürgens-Pieper aus dem Senat ausschied.
| Amt | Name                                                                           | Partei                | Partei                |
| --- | ------------------------------------------------------------------------------ | --------------------- | --------------------- |
| Bremer Bürgermeister und Präsident des Senats                                                                                       | Jens Böhrnsen                                                                  |                       | SPD                   |
| kirchliche Angelegenheiten | Jens Böhrnsen                                                                  |                       | SPD                   |
| Kultur | Jens Böhrnsen                                                                  |                       | SPD                   |
| Bürgermeisterin | Karoline Linnert                                                               |                       | Bündnis 90/Die Grünen |
| Senatorin für Finanzen Senatskommissarin für den Datenschutz                                                                        | Karoline Linnert                                                               |                       | Bündnis 90/Die Grünen |
| Senator für Inneres und Sport | Ulrich Mäurer                                                                  |                       | SPD                   |
| Senatorin für Bildung, Wissenschaft und Gesundheit (bis 13. Dezember 2012)                                                          | Renate Jürgens-Pieper                                                          | SPD                   |                       |
| Senatorin für Bildung und Wissenschaft (ab 13. Dezember 2012)                                                                       | Eva Quante-Brandt                                                              | SPD                   |                       |
| Senator für Gesundheit (ab 13. Dezember 2012)                                                                                       | Hermann Schulte-Sasse                                                          |                       | parteilos             |
| Senatorin für Soziales, Kinder, Jugend und Frauen Senatskommissarin für die Verwirklichung der Gleichberechtigung der Frau          | Anja Stahmann                                                                  |                       | Bündnis 90/Die Grünen |
| Senator für Umwelt, Bau und Verkehr                                                                                                 | Joachim Lohse                                                                  | Bündnis 90/Die Grünen |                       |
| Senator für Wirtschaft, Arbeit und Häfen Senator für Justiz und Verfassung                                                          | Martin Günthner                                                                |                       | SPD                   |
| Bevollmächtigte der Freien Hansestadt Bremen beim Bund und für Europa Staatsrätin für Bundesangelegenheiten, Europa und Integration | Eva Quante-Brandt (bis 13. Dezember 2012) Ulrike Hiller (ab 13. Dezember 2012) | SPD                   |                       |